# Garreweer-Wirdummerpolder
De Garreweer-Wirdummerpolder (huidige spelling: Garreweer-Wirdumerpolder) is een voormalig waterschap in de provincie Groningen.
Het schap was een fusie van de waterschappen Garreweerster- en Wirdummerpolder. 
De polder lag ten westen van Appingedam, tussen het Damsterdiep en het Eemskanaal. De oostgrens lag bij de Enzelenzermeedweg en de westgrens werd gevormd door de Dijkhuizenweg. De bemaling van de polder stond aan het Garreweerstermaar.
Waterstaatkundig gezien ligt het gebied sinds 2000 binnen dat van het waterschap Noorderzijlvest.